# الداخل (فلم)
الداخل (بالفرنسية: À l'intérieur) و (بالإنجليزية: Inside), فيلم رعب فرنسي تم عرضه عام 2007 من إخراج جوليان ماوري والكساندر باسطيليو، الفيلم من بطولة اليسون باراديس وبياتريس دالي. كتب الفيلم المخرج المساعد الكساندر باسطيليو، وهو الفيلم الأول لكلا المخرجين. الفيلم يدور حول امرأة غريبة غامضة التي تقوم باقتحام ومهاجمة منزل امرأة شابة وحامل، من اجل أخذ ابنها الذي لم يولد بعد.

## الحبكة
يبدأ الفيلم بعرض جنين في الرحم مع صوت امه التي تتكلم معه. يجفل الجنين وكأن شيئاً ما ضربه. يتبين ان المرأة الحامل سارة (باراديس) تعرضت لحادث طرق، ويموت زوجها الذي كان معها في السيارة. بعد عدة أشهر في ليلة عيد الميلاد، تبدأ سارة بالتحضيرات الأخيرة لإنجاب ابنها في اليوم اللاحق. سارة التي لا تزال مستاءة من بعد موت زوجها، يصيبها الاكتئاب والمزاج النكد.
في ذلك المساء، تصل لعتبة بيت سارة امرأة غامضة (دال) وتقوم بطلب استعمال الهاتف من اجل المساعدة. سارة ترد بالكذب على المرأة وتقول لها ان زوجها نائم ولا ترغب بأن يزعجهم أحد، ولكن تقول المرأة لها انها تعلم ان زوجها ميت. عندما تقوم الزائرة بالإلحاح على الدخول إلى البيت، سارة - التي تعمل كمصورة محترفة - تحاول أخذ صورة للزائرة من الشباك وتتصل بعدها بالشرطة. تختفي المرأة بعد وصول الشرطة ويؤكدوا لسارة انها ستكون على ما يرام، مع التخطيط على إرسال دورية شرطة خلال الليل للإطمئنان عليها.
بعد توضيح الصور التي اخذتها سارة للمرأة، تكتشف سارة ان المرأة في الصورة تظهر في صورة أخرى اخذتها سارة في وقت سابق خلال اليوم، مما يدل على ان المرأة كانت تلاحق سارة، تتصل سارة للمسؤول عن عملها وتسأله ان يقوم بتوضيح الصور.
عندما تذهب سارة للنوم، تدخل المرأة عليها وبحزوتها مقص وتقوم بإيقاظ سارة مع احداث ثقب في سُرَّتها. تقاتل سارة الزائرة وتحبس نفسها في الحمام، حيث تحاول المرأة الدخول عليها. توضح المرأة ان نواياها هي ان تأخذ ابن سارة لنفسها.
يصل المسؤول عن سارة في العمل، وبعد وقت لاحق تصل ام سارة للبيت أيضاً، غير مدركين عن المعضلة التي تتواجد بها سارة. تقتل سارة امها بالخطأ معتقدةً انها المعتدية. وتقوم المرأة الغامضة بطعن المسؤول عن سارة في العمل حتى الموت.
تصل دورية الشرطة للإطمئنان على سارة، وبعد ادراكهم بما يحدث، يحاولوا اعتقال المعتدية على سارة ولكن تقوم بقتلهم.
تحدث مواجهة أخيرة بين سارة والمرأة، حيث تؤذي الإثنتين بعضهما البعض بواسطة العديد من الأدوات المنزيلة المختلفة. تتمكن سارة بالتفوق على المعتدية وتقوم بحرق وجه المرأة. تهرب المرأة، وعندما تقوم سارة بحشرها بأحد زوايا المنزل، تفصح المرأة عن هويتها; لقد كانت السائقة في السيارة الأخرى التي تعرضت لحادث مع سيارة سارة، وقد كانت المرأة أيضاً حامل في ذلك الوقت، وسقط جنينها نتيجة الحادث.(الجنين في رحم امه والصوت الذي يظهران في بداية الفيلم يعودان للمرأة هذه ولم يكونا لسارة).
يقوم أحد الشرطيين الذي قتلتهم المرأة من غيبوبته، إذ ان المرأة لم تؤذيه حتى الموت، ولكن يتبين انها احدثت خلل في مخه. وفي حالته هذه، يهاجم سارة معتقداً انها المعتدية، ويضربها بشكل عنيف. تقوم المعتدية بمهاجمة الشرطي وقتله، تبدأ سارة مخاضها ويعلق الجنين بداخلها.
تقوم المعتدية بمساعدة الجنين عن طريق إجراء ولادة قيصرية بواسطة المقص.
ينتهي الفيلم بموت سارة على درج بيتها مبللة بدمائها بينما تحمل المرأة الجنين الذي نجا وتجلس على كرسي هزاز وتحاول تهدئته.

## طاقم الممثلين

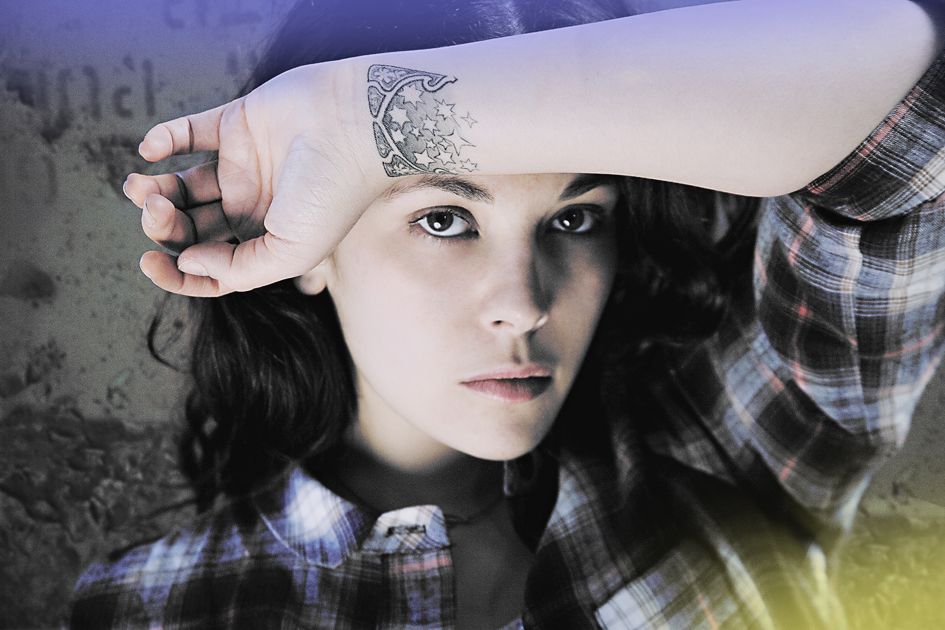
اليسون باراديس

- بياتريس دالي — المرأة
- اليسون باراديس — سارة
- ناتالي روسيل — لويز
- طاهر رحيم — رجل شرطة
- نيكولا ديفاوشيلي — رجل شرطة

## تقييم الفيلم
وضع بلودي ديسغاستينغ الفيلم في المرتبة 12 في لائحتهم 'أفضل 20 فيلم رعب بهذا العقد', حيث تقول المقالة " من أكثر الأفلام تهوراً، عنفاً، صرامةً تم انتاجها على الإطلاق
."
تم تقييم الفيلم إيجابيا بشكل عام عند صدوره. علامة الفيلم على موقع روتن توميتوز هي 85% ، وهو تقدير مبني على 13 نقد.

## جوائز

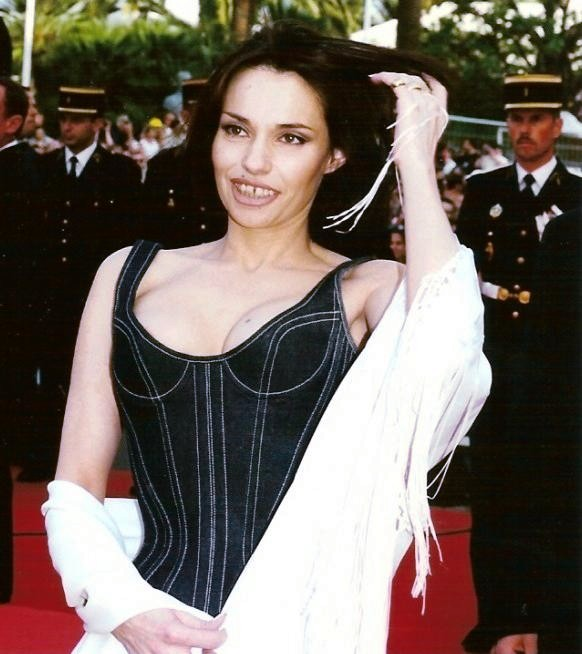
بياتريس دال

حازت اليسون باراديس وبياتريس دال على جوائز نتيجة تمثيلهما في الفيلم.

## نشر
تم نشر الفيلم على دي.في.دي عام 2008 في الولايات المتحدة.